# Santy
Santy is een in Perl geschreven computerworm. De worm exploiteert kwetsbaarheden in phpBB. Google gebruikt phpBB, daardoor is de worm in geringe tijd veel verspreid.
Binnen een etmaal had Santy al dertig- tot veertigduizend websites geïnfecteerd. De worm verspreidde tevens het volgende bericht op de websites:

This site is defaced!!! NeverEverNoSanity WebWorm generation [aantal van voorafgaande infecties]

PhpBB had een maand voor de verspreiding van de worm al een update uitgebracht voor de gebruikte kwetsbaarheid, namelijk phpBb 2.0.11.